# کمیل گروشیتسکی
کمیل گروشیتسکی (لهستانی: Kamil Paweł Grosicki) (زاده ۸ ژوئن ۱۹۸۸) بازیکن فوتبال اهل کشور لهستان است.
وی سابقه ۱۳ بازی و ۰ گل ملی برای تیم ملی فوتبال لهستان در کارنامه دارد، همچنین پست تخصصی او، هافبک است.